# Mothership
| Đánh giá chuyên môn | Đánh giá chuyên môn   |
| Nguồn đánh giá      | Nguồn đánh giá        |
| Nguồn               | Đánh giá              |
| ------------------- | --------------------- |
| AllMusic            | link                  |
| Blender             | link                  |
| IGN                 | 9.6/10 link           |
| Mojo                | · (tháng 12 năm 2007) |
| NME                 | link                  |
| Planet Sound        |                       |
| Q                   | · (tháng 11 năm 2007) |
| The Times           | link                  |
| Uncut               | link                  |

Mothership là album tuyển tập của ban nhạc rock người Anh Led Zeppelin, do Atlantic Records and Rhino Entertainment phát hành ngày 12 tháng 11 tại Anh và 13 tháng 11 năm 2007 tại Mỹ. Album được ra mắt cùng lúc với việc ban nhạc cho bán toàn bộ danh sách đĩa nhạc theo định dạng kỹ thuật số và trên hệ thống của iTunes Store. Phần bìa album do nghệ sĩ Shepard Fairey thiết kế từ hình ảnh khách sạn Beresford, thành phố Glasgow, Scotland.
Tất cả các ca khúc được lựa chọn và sắp xếp từ 8 album phòng thu bởi 3 thành viên còn sống của Led Zeppelin là Robert Plant, Jimmy Page và John Paul Jones. Ngoài ấn bản phổ thông bao gồm 2 CD, ban nhạc còn cho phát hành các ấn bản Deluxe và Collector bao gồm nhiều ca khúc thu âm trực tiếp trích từ Led Zeppelin DVD (2003). Phiên bản đĩa than được ra mắt sau đó vào ngày 26 tháng 8 năm 2008. Album sau đó được chỉnh âm và tái phát hành vào ngày 6 tháng 11 năm 2015.

## Danh sách ca khúc

### CD
| Đĩa 1            | Đĩa 1                                              | Đĩa 1                                        | Đĩa 1      |
| STT              | Nhan đề                                            | Sáng tác                                     | Thời lượng |
| ---------------- | -------------------------------------------------- | -------------------------------------------- | ---------- |
| 1.               | "Good Times Bad Times" (từ Led Zeppelin, 1969)     | John Bonham, John Paul Jones và Jimmy Page   | 2:48       |
| 2.               | "Communication Breakdown" (từ Led Zeppelin)        | Bonham, Jones và Page                        | 2:29       |
| 3.               | "Dazed and Confused" (từ Led Zeppelin)             | Page (phỏng theo Jake Holmes)                | 6:28       |
| 4.               | "Babe I'm Gonna Leave You" (từ Led Zeppelin)       | Anne Bredon, Page và Robert Plant            | 6:42       |
| 5.               | "Whole Lotta Love" (từ Led Zeppelin II, 1969)      | Bonham, Willie Dixon, Jones, Page và Plant   | 5:33       |
| 6.               | "Ramble On" (từ Led Zeppelin II)                   | Page và Plant                                | 4:28       |
| 7.               | "Heartbreaker" (từ Led Zeppelin II)                | Bonham, Jones, Page và Plant                 | 4:16       |
| 8.               | "Immigrant Song" (từ Led Zeppelin III, 1970)       | Page và Plant                                | 2:27       |
| 9.               | "Since I've Been Loving You" (từ Led Zeppelin III) | Jones, Page và Plant                         | 7:24       |
| 10.              | "Rock and Roll" (từ Led Zeppelin IV, 1971)         | Bonham, Jones, Page và Plant                 | 3:41       |
| 11.              | "Black Dog" (từ Led Zeppelin IV)                   | Jones, Page và Plant                         | 4:55       |
| 12.              | "When the Levee Breaks" (từ Led Zeppelin IV)       | Bonham, Jones, Memphis Minnie, Page và Plant | 7:10       |
| 13.              | "Stairway to Heaven" (từ Led Zeppelin IV)          | Page và Plant                                | 8:02       |
| Tổng thời lượng: | Tổng thời lượng:                                   | Tổng thời lượng:                             | 66:28      |

| Đĩa 2            | Đĩa 2                                                     | Đĩa 2                        | Đĩa 2      |
| STT              | Nhan đề                                                   | Sáng tác                     | Thời lượng |
| ---------------- | --------------------------------------------------------- | ---------------------------- | ---------- |
| 1.               | "The Song Remains the Same" (từ Houses of the Holy, 1973) | Page và Plant                | 5:32       |
| 2.               | "Over the Hills and Far Away" (từ Houses of the Holy)     | Page và Plant                | 4:49       |
| 3.               | "D'yer Mak'er" (từ Houses of the Holy)                    | Bonham, Jones, Page và Plant | 4:24       |
| 4.               | "No Quarter" (từ Houses of the Holy)                      | Jones, Page và Plant         | 7:00       |
| 5.               | "Trampled Under Foot" (từ Physical Graffiti, 1975)        | Jones, Page và Plant         | 5:36       |
| 6.               | "Houses of the Holy" (từ Physical Graffiti)               | Page và Plant                | 4:04       |
| 7.               | "Kashmir" (từ Physical Graffiti)                          | Bonham, Page và Plant        | 8:35       |
| 8.               | "Nobody's Fault but Mine" (từ Presence, 1976)             | Page và Plant                | 6:30       |
| 9.               | "Achilles Last Stand" (từ Presence)                       | Page và Plant                | 10:23      |
| 10.              | "In the Evening" (từ In Through the Out Door, 1979)       | Jones, Page và Plant         | 6:51       |
| 11.              | "All My Love" (từ In Through the Out Door)                | Jones và Plant               | 5:54       |
| Tổng thời lượng: | Tổng thời lượng:                                          | Tổng thời lượng:             | 69:50      |

| Đĩa 3 – trích từ Led Zeppelin DVD (20/39 ca khúc) | Đĩa 3 – trích từ Led Zeppelin DVD (20/39 ca khúc)                                                                                 | Đĩa 3 – trích từ Led Zeppelin DVD (20/39 ca khúc) | Đĩa 3 – trích từ Led Zeppelin DVD (20/39 ca khúc) |
| STT                                               | Nhan đề | Sáng tác                                          | Thời lượng                                        |
| ------------------------------------------------- | --- | ------------------------------------------------- | ------------------------------------------------- |
| 1.                                                | "We're Gonna Groove" (từ Royal Albert Hall, ngày 9 tháng 1 năm 1970)                                                              | James A. Bethea và Ben E. King                    | 3:14                                              |
| 2.                                                | "I Can't Quit You Baby" (từ Royal Albert Hall, 9 tháng 1 năm 1970, biên tập và được ghi "I Can't Quit You Babe" trong ấn bản DVD) | Dixon                                             | 6:55                                              |
| 3.                                                | "Dazed and Confused (Beginning Part)" (từ Royal Albert Hall, ngày 9 tháng 1 năm 1970)                                             | Page (inspired by Jake Holmes)                    | 5:22                                              |
| 4.                                                | "White Summer (Beginning Part)" (từ Royal Albert Hall, ngày 9 tháng 1 năm 1970)                                                   | Page                                              | 3:46                                              |
| 5.                                                | "What Is and What Should Never Be" (từ Royal Albert Hall, ngày 9 tháng 1 năm 1970)                                                | Page and Plant                                    | 4:26                                              |
| 6.                                                | "Moby Dick (Ending Part)" (từ Royal Albert Hall, ngày 9 tháng 1 năm 1970)                                                         | Bonham, Jones và Page                             | 3:29                                              |
| 7.                                                | "Whole Lotta Love" (từ Royal Albert Hall, ngày 9 tháng 1 năm 1970)                                                                | Bonham, Jones, Page và Plant                      | 6:19                                              |
| 8.                                                | "Communication Breakdown" (từ Royal Albert Hall, ngày 9 tháng 1 năm 1970)                                                         | Bonham, Jones và Page                             | 5:44                                              |
| 9.                                                | "Bring It On Home/Bring It On Back" (từ Royal Albert Hall, ngày 9 tháng 1 năm 1970)                                               | Page và Plant                                     | 7:46                                              |
| 10.                                               | "Immigrant Song" (từ Sydney Showground, 27 tháng 2 năm 1972)                                                                      | Page và Plant                                     | 4:06                                              |
| 11.                                               | "Black Dog" (từ Madison Square Garden, 28 tháng 7 năm 1973)                                                                       | Jones, Page và Plant                              | 5:31                                              |
| 12.                                               | "Misty Mountain Hop" (từ Madison Square Garden, 27-28 tháng 7 năm 1973)                                                           | Jones, Page và Plant                              | 4:52                                              |
| 13.                                               | "The Ocean" (từ Madison Square Garden, 27 và 29 tháng 7 năm 1973)                                                                 | Bonham, Jones, Page và Plant                      | 4:37                                              |
| 14.                                               | "Going to California" (từ Earls Court, 25 tháng 5 năm 1975)                                                                       | Page và Plant                                     | 5:02                                              |
| 15.                                               | "In My Time of Dying" (từ Earls Court, 25 tháng 5 năm 1975)                                                                       | Bonham, Jones, Page và Plant                      | 11:19                                             |
| 16.                                               | "Stairway to Heaven" (từ Earls Court, 25 tháng 5 năm 1975)                                                                        | Page và Plant                                     | 10:46                                             |
| 17.                                               | "Rock and Roll" (từ Knebworth, ngày 4 tháng 8 năm 1979)                                                                           | Bonham, Jones, Page và Plant                      | 3:55                                              |
| 18.                                               | "Nobody's Fault but Mine" (từ Knebworth, ngày 4 tháng 8 năm 1979)                                                                 | Page và Plant                                     | 5:47                                              |
| 19.                                               | "Kashmir" (từ Knebworth, ngày 4 tháng 8 năm 1979)                                                                                 | Bonham, Page và Plant                             | 8:58                                              |
| 20.                                               | "Whole Lotta Love" (từ Knebworth, ngày 4 tháng 8 năm 1979)                                                                        | Bonham, Jones, Page và Plant                      | 8:40                                              |

### Đĩa than LP
| Mặt A | Mặt A                      | Mặt A        | Mặt A      |
| STT   | Nhan đề                    | Album gốc    | Thời lượng |
| ----- | -------------------------- | ------------ | ---------- |
| 1.    | "Good Times Bad Times"     | Led Zeppelin | 2:48       |
| 2.    | "Communication Breakdown"  | Led Zeppelin | 2:30       |
| 3.    | "Dazed and Confused"       | Led Zeppelin | 6:27       |
| 4.    | "Babe I'm Gonna Leave You" | Led Zeppelin | 6:42       |

| Mặt B | Mặt B              | Mặt B            | Mặt B      |
| STT   | Nhan đề            | Album gốc        | Thời lượng |
| ----- | ------------------ | ---------------- | ---------- |
| 1.    | "Whole Lotta Love" | Led Zeppelin II  | 5:34       |
| 2.    | "Ramble On"        | Led Zeppelin II  | 4:24       |
| 3.    | "Heartbreaker"     | Led Zeppelin II  | 4:14       |
| 4.    | "Immigrant Song"   | Led Zeppelin III | 2:27       |

| Mặt C | Mặt C                        | Mặt C            | Mặt C      |
| STT   | Nhan đề                      | Album gốc        | Thời lượng |
| ----- | ---------------------------- | ---------------- | ---------- |
| 1.    | "Since I've Been Loving You" | Led Zeppelin III | 7:24       |
| 2.    | "Rock and Roll"              | Led Zeppelin IV  | 3:41       |
| 3.    | "Black Dog"                  | Led Zeppelin IV  | 4:58       |

| Mặt D | Mặt D                       | Mặt D              | Mặt D      |
| STT   | Nhan đề                     | Album gốc          | Thời lượng |
| ----- | --------------------------- | ------------------ | ---------- |
| 1.    | "When the Levee Breaks"     | Led Zeppelin IV    | 7:10       |
| 2.    | "Stairway to Heaven"        | Led Zeppelin IV    | 8:02       |
| 3.    | "The Song Remains the Same" | Houses of the Holy | 5:31       |

| Mặt E | Mặt E                         | Mặt E              | Mặt E      |
| STT   | Nhan đề                       | Album gốc          | Thời lượng |
| ----- | ----------------------------- | ------------------ | ---------- |
| 1.    | "Over the Hills and Far Away" | Houses of the Holy | 4:50       |
| 2.    | "D'yer Mak'er"                | Houses of the Holy | 4:23       |
| 3.    | "No Quarter"                  | Houses of the Holy | 7:00       |

| Mặt F | Mặt F                 | Mặt F             | Mặt F      |
| STT   | Nhan đề               | Album gốc         | Thời lượng |
| ----- | --------------------- | ----------------- | ---------- |
| 1.    | "Trampled Under Foot" | Physical Graffiti | 5:36       |
| 2.    | "Houses of the Holy"  | Physical Graffiti | 4:03       |
| 3.    | "Kashmir"             | Physical Graffiti | 8:31       |

| Mặt G | Mặt G                     | Mặt G     | Mặt G      |
| STT   | Nhan đề                   | Album gốc | Thời lượng |
| ----- | ------------------------- | --------- | ---------- |
| 1.    | "Nobody's Fault but Mine" | Presence  | 6:27       |
| 2.    | "Achilles Last Stand"     | Presence  | 10:25      |

| Mặt H | Mặt H            | Mặt H                   | Mặt H      |
| STT   | Nhan đề          | Album gốc               | Thời lượng |
| ----- | ---------------- | ----------------------- | ---------- |
| 1.    | "In The Evening" | In Through the Out Door | 6:51       |
| 2.    | "All My Love"    | In Through the Out Door | 5:53       |

## Thành phần tham gia sản xuất
Led Zeppelin
- John Bonham – trống, định âm.
- John Paul Jones – bass, keyboards, mandolin, thu âm.
- Jimmy Page – guitar điện và guitar acoustic, thu âm.
- Robert Plant – hát, harmonica.

Nghệ sĩ khác
| - Dick Barnatt – nhiếp ảnh gia. - John C. F. Davis – kỹ thuật viên âm thanh. - Ian Dickson – nhiếp ảnh gia. - Carl Dunn – nhiếp ảnh gia. - Shepard Fairey – thiết kế, chỉ đạo nghệ thuật. - David Fricke – phụ chú bìa đĩa. - Peter Grant – sản xuất. - Bob Gruen – nhiếp ảnh gia. - Ross Halfin – tư liệu ảnh. | - Neal Preston – nhiếp ảnh gia. - Christian Rose – nhiếp ảnh gia hậu trường. - Peter Simon – nhiếp ảnh gia. - Ian Stewart – piano trong "Rock and Roll". - Laurens Van Houten – nhiếp ảnh gia. - Chris Walter – nhiếp ảnh gia. - Baron Wolman – nhiếp ảnh gia. - Neil Zlozower – nhiếp ảnh gia. |

## Xếp hạng

### Xếp hạng tuần
| Bảng xếp hạng (2007)                    | Vị trí cao nhất |
| --------------------------------------- | --------------- |
| French Albums Chart                     | 6               |
| Japanese Albums Chart                   | 7               |
| Swedish Albums Chart                    | 17              |
| Spanish Albums Chart                    | 15              |
| Hungarian MAHASZ Top 40 Albums Chart    | 40              |
| New Zealand RIANZ Top 50 Albums Chart   | 1               |
| Italian Albums Chart                    | 9               |
| UK Albums Chart                         | 4               |
| Irish Albums Chart                      | 3               |
| Australian ARIA Top 50 Albums Chart     | 8               |
| US Billboard 200 Albums Chart           | 7               |
| US Billboard Comprehensive Albums Chart | 7               |
| US Billboard Top Hard Rock Albums Chart | 1               |
| Belgian Albums Chart (Walloon)          | 12              |
| Belgian Albums Chart (Flemish)          | 15              |
| Norwegian Albums Chart                  | 1               |
| Portuguese Albums Chart                 | 12              |
| Swiss Albums Chart                      | 5               |
| Dutch Albums Chart                      | 15              |
| Canadian Albums Chart                   | 7               |
| Polish Albums Chart                     | 24              |
| Austrian Albums Chart                   | 4               |
| German Albums Chart                     | 4               |
| EU Billboard Top 100 Albums Chart       | 1               |
| Finnish Albums Chart                    | 10              |

| Bảng xếp hạng (2008)     | Vị trí cao nhất |
| ------------------------ | --------------- |
| Danish Albums Chart      | 9               |
| World Albums Chart       | 3               |
| Argentinian Albums Chart | 11              |
| Mexican Albums Chart     | 38              |

### Bảng xếp hạng cuối năm
| Quốc gia | Vị trí (2008) |
| -------- | ------------- |
| Áo       | 52            |
| Đức      | 43            |

## Chứng chỉ
| Quốc gia                                                                           | Chứng nhận  | Số đơn vị/doanh số chứng nhận |
| ---------------------------------------------------------------------------------- | ----------- | ----------------------------- |
| Úc (ARIA)                                                                          | Bạch kim    | 70.000^                       |
| Áo (IFPI Áo)                                                                       | Vàng        | 10.000*                       |
| Đan Mạch (IFPI Đan Mạch)                                                           | Vàng        | 15.000^                       |
| Phần Lan (Musiikkituottajat)                                                       | Vàng        | 18,716                        |
| Pháp (SNEP)                                                                        | Bạch kim    | 100,000*                      |
| Đức (BVMI)                                                                         | 3× Vàng     | 450.000^                      |
| Ý (FIMI)                                                                           | Vàng        | 40.000*                       |
| Nhật Bản (RIAJ)                                                                    | Vàng        | 100.000^                      |
| New Zealand (RMNZ)                                                                 | 3× Bạch kim | 45.000^                       |
| Ba Lan (ZPAV)                                                                      | Bạch kim    | 0*                            |
| Thụy Sĩ (IFPI)                                                                     | Vàng        | 15.000^                       |
| Anh Quốc (BPI)                                                                     | 3× Bạch kim | 900.000^                      |
| Hoa Kỳ (RIAA)                                                                      | 2× Bạch kim | 2.000.000^                    |
| * Chứng nhận dựa theo doanh số tiêu thụ. ^ Chứng nhận dựa theo doanh số nhập hàng. |             |                               |

## Danh hiệu
| Đơn vị       | Quốc gia | Danh hiệu                            | Năm  | Thứ hạng |
| ------------ | -------- | ------------------------------------ | ---- | -------- |
| Classic Rock | UK       | Top 20 sản phẩm tái bản của năm 2007 | 2007 | 2        |